# Ada de Jelski
Knipolegus signatus
Espèce
Statut de conservation UICN

 LC  : Préoccupation mineure
L'Ada de Jelski (Knipolegus signatus) est une espèce de passereaux de la famille des Tyrannidae.

## Répartition
Cet oiseau vit dans le nord du Pérou. Les populations du Sud-Est du Pérou, de l'Ouest de la Bolivie et du Nord-Ouest de l'Argentine ont été élevées au rang d'espèce à part entière, l'Ada de Cabanis (K. cabanisi).

## Habitats
Son habitat naturel est les zones humides de montagne, tropicales ou subtropicales.

## Taxonomie
À la suite de l'étude phylogénique d'Hosner et Moyle (2012), le Congrès ornithologique international (classification version 4.1, 2014) divise cette espèce en deux. La sous-espèce Knipolegus signatus cabanisi est séparée et devient une espèce distincte, l'Ada de Cabanis (K. cabanisi).